# Smart Lock
Ein Smart Lock oder Smartlock (englisch für schlaues Schloss) ist ein elektromechanisches Schloss, das sich durch Eingaben eines autorisierten Gerätes entsperren oder sperren lässt. Diese Eingaben erfolgen mittels eines drahtlosen Übertragungsprotokolls und eines kryptographischen Schlüssels. Im Gegensatz zu gewöhnlichen Funkschlössern überwacht ein Smart Lock außerdem sämtliche Zugriffe und kann automatische Aktionen setzen, beispielsweise Benachrichtigungen über Probleme an andere Geräte schicken.
Smart Locks werden allgemein als Teilaspekt des Themenkomplexes Smart Home gesehen. Als Anwendungsgebiete für Smart Locks werden nachfolgende Szenarien oft genannt: Öffnen der Eingangstüre für Handwerker, Haushaltshilfen, Paketboten und Kurzzeitmieter von Ferienwohnungen. Ein weiteres Einsatzgebiet der Smart-Lock-Technologie ist bei Rahmenschlössern zu finden.

## Funktion
Wie gewöhnliche Schlösser auch, bestehen Smart Locks aus einem Schloss und einem Schlüssel. Die Verriegelung an sich unterscheidet sich dabei nicht wirklich von gewöhnlichen Schlössern mit Riegeln oder Bolzen, die das Öffnen der Tür verhindern. Bei einigen Herstellern wird auch das bisherige Schloss weiterverwendet. Das Smart Lock ist in diesem Fall im Wesentlichen ein Aufsatz, der nach Aufforderung durch den „Smart Key“ den eigentlichen Schlüssel dreht und so das Schloss öffnet.
Im Gegensatz zum Schloss, ist der Schlüssel nicht physisch, sondern lediglich ein digitaler Code. Dieser muss von einem zugelassenen Gerät über eine drahtlose Schnittstelle an das Smart Lock übertragen werden, damit dieses öffnet. Als Geräte kommen hierbei einerseits Smartphones zum Einsatz, die eine entsprechende App installiert haben. Andererseits unterstützen die meisten Smartlocks auch spezielle „Key Fobs“ (englisch: „Schlüsselanhänger“), die den entsprechenden Code an das Schloss übertragen.
Bei vielen Smart Locks ist es gar nicht notwendig, dass sich das Smartphone in der Nähe befindet. Die Übertragung kann auch über das Internet erfolgen. So kann man auch unterwegs das Schloss versperren oder etwa Gäste ins Haus lassen.
Der Code, mit denen das Gerät das Smartlock öffnet, ist einzigartig, damit das Smart Lock das Gerät eindeutig identifizieren kann. So ist es möglich einerseits jederzeit nachzuverfolgen, wer das Schloss wann benutzt hat. Andererseits ist es so auch möglich, gewisse Geräte nur für einen gewissen Zeitraum freizuschalten.

## Übertragungsstandards

### Bluetooth
Der große Vorteil von Bluetooth als Übertragungsstandard für Smart Locks ist der geringe Stromverbrauch bei Verwendung von Bluetooth Low Energy. Da Smart Locks in den meisten Fällen batteriebetrieben sind, kommt dem Stromverbrauch eine nicht unwesentliche Bedeutung zu. Zum Entsperren ist hier notwendig, dass das Gerät mit dem Smart Lock gepaart ist. Das ist nur mit Geräten möglich, die vom Administrator autorisiert wurden. Das Entsperren ist bei Bluetooth nur über kurze Strecken möglich, Entsperren über das Internet ist also nicht direkt möglich.

### Z-Wave
Z-Wave ist ein Übertragungsstandard, der speziell für Hausautomation entwickelt wurde und hierbei für die Kommunikation verschiedener Geräte miteinander genutzt wird. Für umfassendere Smart Home Einrichtungen bringt dies Vorteile, der große Nachteil ist jedoch, dass z. B. Smartphones nicht direkt damit kommunizieren können, sondern nur über einen anderen Standard mit einem Hub, das die Signale via Z-Wave an das Schloss weitergibt. Dadurch, dass Z-Wave-Geräte Signale untereinander weiterleiten, kann bei mehreren Geräten im Haushalt die Reichweite deutlich höher ausfallen, als bei Verwendung von Bluetooth.

### Funk
Da moderne Übertragungsstandards wie Bluetooth oder WLAN mitunter leicht angreifbar sind, gibt es einige innovative Systeme, bei denen die Signale über spezifische Funkfrequenzen übermittelt werden. Das schlüssellose Zugangssystem von KIWI arbeitet z. B. mit Frequenzen im Bereich von 868 MHz, sowie 2,4 GHz.

### WLAN
Smart Locks, die direkt mit einem WLAN-Router verbunden werden, sind eigentlich nicht üblich. Damit die Smart Locks auch außerhalb der Reichweite von Bluetooth oder Z-Wave bedient werden können, werden jedoch Hubs verwendet, die das Smart Lock mit dem WLAN-Netz und in weiterer Folge mit dem Internet verbinden. Neben der Bedienung über das Internet ist ein weiterer Vorteil, dass Smart Locks mit WLAN-Unterstützung auch über Smart Assistants wie Google Home, Amazon Echo oder Siri bedienbar sind. Typische Beispiele sind hier etwa die Modelle August Connect (Z-Wave) und Nuki Bridge (Bluetooth).

### NFC
Aktuell (Stand: Mai 2018) noch nicht am Markt verbreitet, aber auch schon vereinzelt in Deutschland erhältlich sind Smartlocks, die NFC zur Übertragung nutzen. Der Vorteil ist dabei, dass die Smartlocks selbst überhaupt keine Stromversorgung mehr benötigen, sondern mit der Induktionsenergie des Smartphones auskommen. Das Smartphone scannt in diesem Fall den im Smartlock verbauten RFID-Tag. Dadurch funktioniert das NFC-Smartlock exakt umgekehrt zu den anderen Varianten, bei denen nicht das Smartphone, sondern das Schloss als Lesegerät fungiert.

### Biometrie
Einige Smart Locks verwenden Biometrische Merkmale zur Zugangskontrolle.

## Sicherheit
Smart Locks machen die zugrunde liegenden Schlösser grundsätzlich nicht mehr oder weniger sicher. Die Türen können dadurch nicht schwerer oder einfacher aufgebrochen oder gepickt werden. Dennoch haben Smart Locks in Bezug auf Sicherheit gewisse Vor- und Nachteile:
So können nahezu alle aktuellen Modelle protokollieren, wann mit welchem Gerät das Schloss geöffnet wurde. Zudem kann bei einem Smart Lock im Falle von Verlust oder Diebstahl der „Schlüssel“ (=Smartphone) ungültig gemacht werden, was bei einem mechanischen Schlüssel nicht möglich ist.
Wie bei nahezu allen Smart-Home-Geräten gibt es Bedenken in Bezug auf IT-Sicherheit und mögliche Hacker-Angriffe. Tatsächlich war es Sicherheitsexperten bei der Mehrzahl der am Markt befindlichen Smart Locks möglich, sie zu umgehen. Bei einem Test Ende 2016 in Amerika hielten nur 4 von 16 Modellen den Angriffen stand. Während bei einigen Billig-Modellen sogar das Auslesen von Passwörtern möglich war, brauchte es für andere Modelle schon deutlich mehr Geschick.
Ein Test des unabhängigen IT-Sicherheitsinstituts AV-Test hingegen, bescheinigte im Jahr 2017 den meisten im deutschsprachigen Raum verbreiteten Smartlocks gute bis ausgezeichnete Sicherheit. Eine ausgezeichnete Bewertung in allen getesteten Bereichen erhielt zwar nur das österreichische Modell Nuki, doch bei insgesamt 5 von 6 getesteten Modellen, bestünde laut dem Institut nur höchstens eine theoretische Angreifbarkeit.
Von außen sichtbare Smart Locks können Einbrechern Hinweise auf mögliche Wertgegenstände in der Wohnung liefern. Im Falle eines Stromausfalls ist unter Umständen ein mechanischer Reserveschlüssel nötig.